# Ḥammād al-Rāwiya
Ḥammād al-Rāwiya, ovvero Ḥammād il Trasmettitore, è lo pseudonimo di Abū l-Qāsim Ḥammād ibn Abī Layla Sāpūr (in arabo ﺣﻤﺎﺩ ﺍﻟﺮﺍﻭﻳـة‎?; Kufa, 694 – Baghdad, 772), è stato un poeta arabo.
Di origine iranica, era figlio di un persiano del Daylam.
 
Divenne un esperto di tradizioni, ansāb (genealogie, storia e poesia. Frequentò numerosi poeti della sua generazione, da Ṭirimmāḥ a ʿUmar ibn Abī Rabīʿa, da Jarir a Farazdaq. 
Grandemente apprezzato dalla corte omayyade, fu logicamente inviso agli Abbasidi, che s'impadronirono nel 750 del Califfato.
Viene ricordato anche perché raccolse per la prima volta tutte le muʿallaqāt in una silloge.